# Николай Праматаров
Николай Праматаров е български футболист, нападател на Спартак (Пловдив), Славия и Ботев (Пловдив).

## Биография
Роден е на 8 март 1974 г. в Пловдив. В чужбина е играл за гръцките отбори Аполонас Криас Вризис (1998-2000), Посейдонас (2000-2003), Килкисиакос (2003/04) и Анагениси Кардица (2004-2006 г.). Шампион и носител на купата на страната през 1996 г. със Славия. В А РФГ е отбелязал 19 гола. Има 1 мач за купата на УЕФА. За националния отбор е играл в 1 мач.
Почива на 13 май 2025 г.

## Статистика за по сезони
- Спартак (Пловдив) – 1992/93 - Б РФГ, 7 мача/1 гол
- Спартак (Пловдив) – 1993/94 - Б РФГ, 19/8
- Спартак (Пловдив) – 1994/95 - А РФГ, 21/6
- Спартак (Пловдив) – 1995/ес. - А РФГ, 14/2
- Славия – 1996/пр. - А РФГ, 6/0
- Славия – 1996/ес. - А РФГ, 3/0
- Ботев (Пловдив) – 1996/97 - А РФГ, 26/7
- Ботев (Пловдив) – 1997/98 - А РФГ, 21/3
- Аполонас Криас Вризис – 1998/99 - C'Етники Категория, 26/12
- Аполонас Криас Вризис – 1999/00 - C'Етники Категория, 25/8
- Посейдонас – 2000/01 - D'Етники Категория, 30/23
- Посейдонас – 2001/02 - D'Етники Категория, 28/17
- Посейдонас – 2002/03 - C'Етники Категория, 17/2
- Килкисиакос – 2003/04 - C'Етники Категория, 21/4
- Анагениси Кардица – 2004/05 - C'Етники Категория, 26/5
- Анагениси Кардица – 2005/06 – C'Етники Категория, 3/0